# Who's That Girl? (canción de Eurythmics)
"Who's That Girl?" —en español: «¿Quién es esa chica?»— es una canción de 1983 grabada por el dúo de pop británico Eurythmics. Fue escrito por los miembros de la banda Annie Lennox y David A. Stewart y producido por Stewart. "Who's That Girl?" Fue el primer sencillo lanzado en el Reino Unido desde el tercer álbum de Eurythmics, Touch.
La canción se convirtió en el tercer Top 10 de Eurythmics en el UK singles chart, alcanzando el número tres. En los Estados Unidos, "Who's That Girl?" fue lanzado como el segundo sencillo del álbum (luego del hit Top 10 "Here Comes the Rain Again"), y alcanzó el número 21 en el Billboard Hot 100.

## Videoclip
El video musical de "Who's That Girl?" presenta a Lennox en el papel de una mujer sospechosa que exige saber con quién se ha visto asociar a su amante. El video se convirtió en un clip muy reproducido en MTV, y además mostró la imagen de Lennox de flexión de género. Ella aparece como una cantante de un club nocturno interpretando la canción (completa con la peluca rubia de la década de 1960) y también como un miembro masculino de la audiencia similar a Elvis Presley (como se ve en la portada del sencillo). Al final del video, se muestra a la hembra Lennox besando al macho Lennox.
El videoclip contó con una gran cantidad estrellas británicas, entre ellas la futura esposa de Stewart, Siobhan Fahey de Bananarama, y a Meryl Streep, que se puede ver junto a Stewart al principio del vídeo. También se puede ver a Lennox interpretando tanto a un hombre como a una mujer. Más tarde, Lennox volvió a presentar esta imagen vistiéndose de Elvis Presley en los Premios Grammy de 1984.

## Listado de pistas
7 pulgadas
A: "Who's That Girl?" (Versión corta) - 3:49
B: "You Take Some Lentils And You Take Some Rice" (Non-LP Track) - 3:03
12 pulgadas
A: "Who's That Girl?" (Versión extendida) - 6:58
B1: "You Take Some Lentils And You Take Some Rice" (Non-LP Track) - 3:03
B2: "ABC (Freeform)" (Non-LP Track) - 2:40

## Puestos en las listas de ventas
| Lista (1983/1984)             | Mejor Posición |
| ----------------------------- | -------------- |
| Australia (Kent Music Report) | 20             |
| Belgian Singles Chart         | 13             |
| Canadian Singles Chart        | 15             |
| Dutch Singles Chart           | 30             |
| French Singles Chart          | 2              |
| German Singles Chart          | 19             |
| Irish Singles Chart           | 5              |
| New Zealand Singles Chart     | 13             |
| Polish Singles Chart          | 9              |
| Swedish Singles Chart         | 14             |
| UK Singles Chart              | 3              |
| US Billboard Hot 100          | 21             |

## Otras versiones
- The Flying Pickets grabaron una versión a capela de la canción. Fue incluido en su compilación de 1988 Best of The Flying Pickets.
- El grupo de cámara de pop australiano Naked Raven incluyó una versión de la canción en su álbum de 2004 Holding Our Breath.